# Batteria Todt
La batteria Todt è stata un'installazione militare sita a Audinghen, vicino a Cap Gris-Nez, nel dipartimento di Pas de Calais, realizzata durante il corso della seconda guerra mondiale dalla Kriegsmarine tedesca, e destinata a colpire obiettivi nell'Inghilterra meridionale e nel canale della Manica.

## Storia

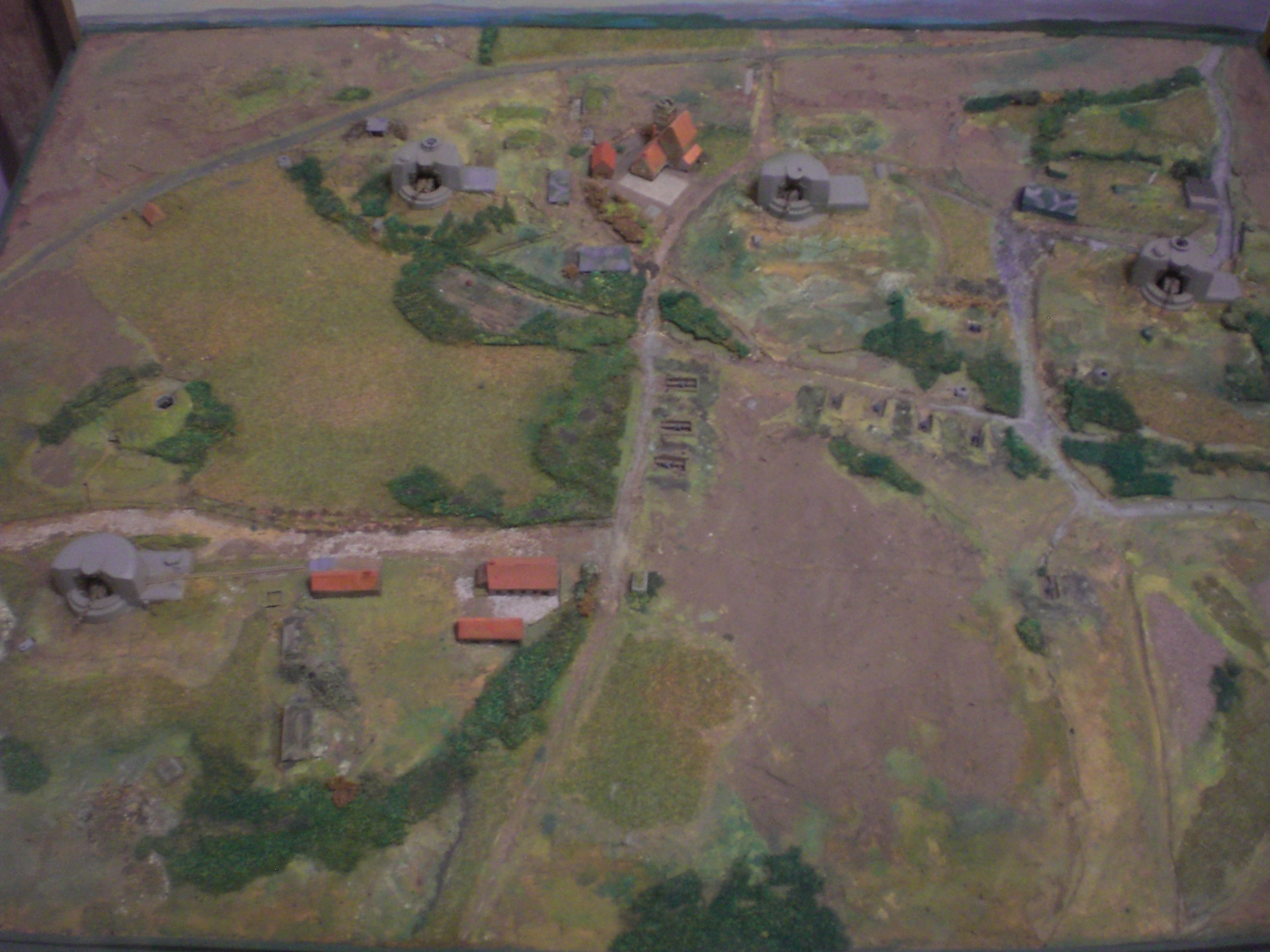
Diorama della batteria Todt, con la disposizione dei quattro cannoni e delle loro casamatte.

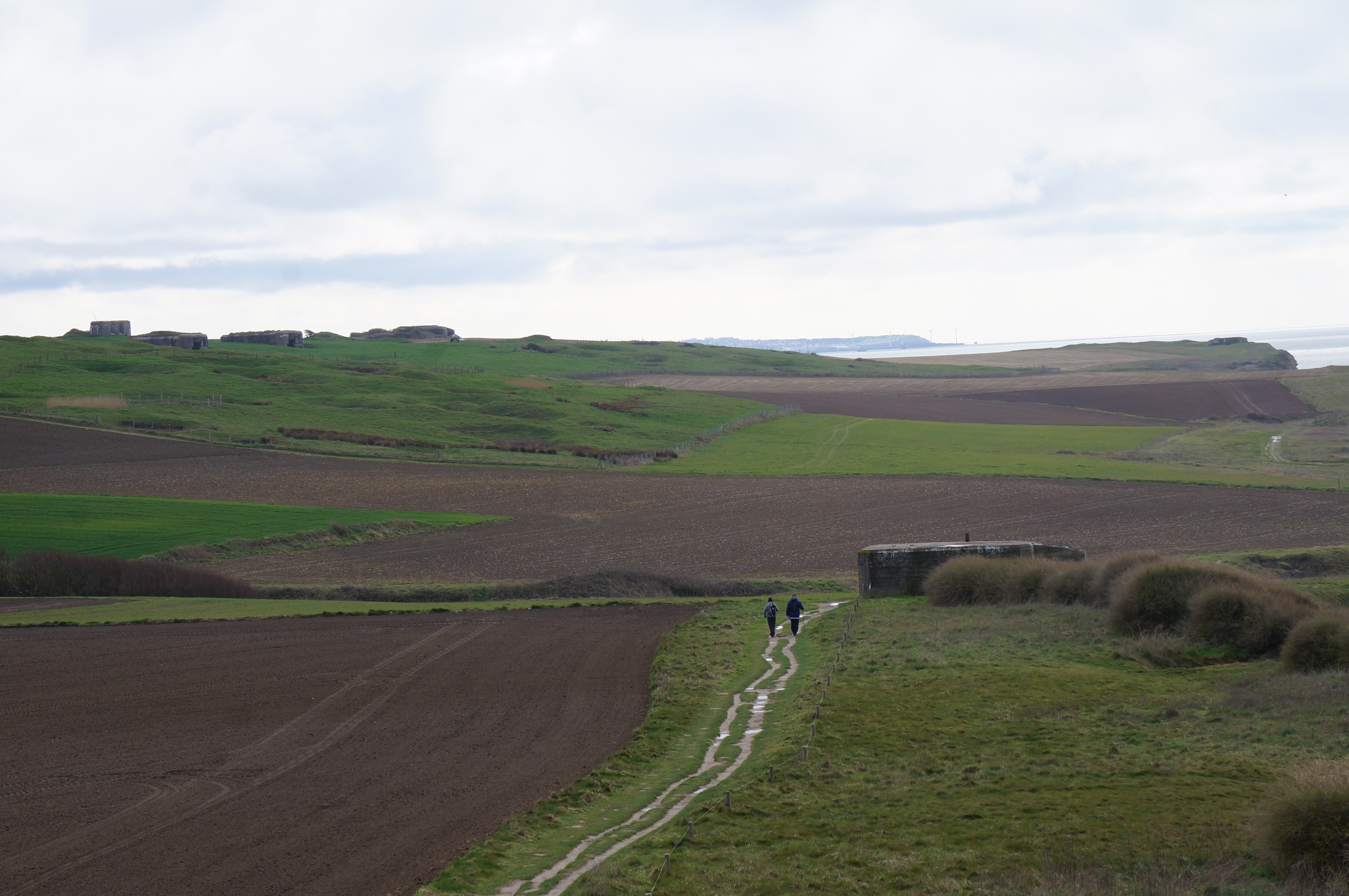
Panorama di Cap Gris-Nez dove sorge la batteria "Todt".

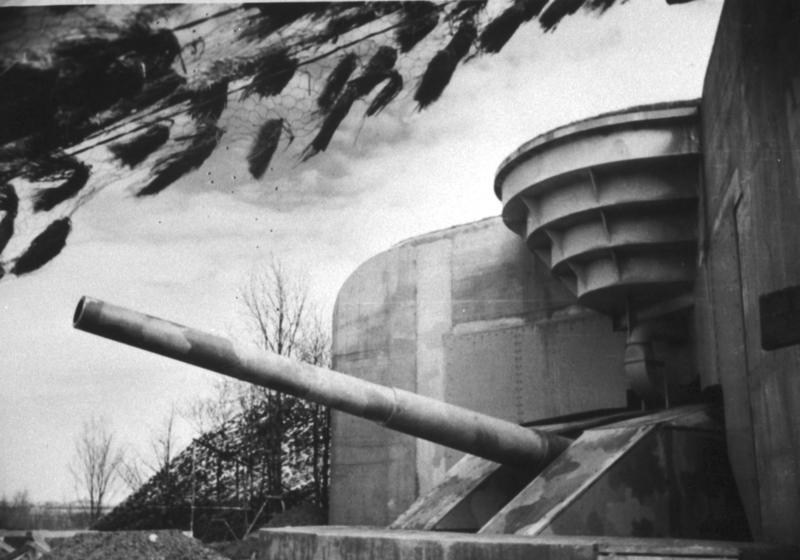
Un cannone da 380/47 della batteria Todt, racchiuso nella sua casematta.

Subito dopo la fine della campagna di Francia, e in vista del prossimo sbarco in Inghilterra (Operazione Seelowe), l'alto comando tedesco decise di costruire una batteria di cannoni a lunga gittata a Audinghen, vicino a Cap Gris-Nez nel dipartimento del  Pas de Calais. La costa inglese di Dover si trovava solamente a 29 chilometri, e la nuova batteria, designata "Siegfrid", armata con 4 pezzi 38 cm SK C/34 da 380 mm posti in torre singola, aveva una portata di 55 km che consentivano di poter colpire obiettivi nell'Inghilterra meridionale. Il cannone da 380 mm adibito alla difesa costiera, era una versione leggermente modificata di quello destinato ad armare le navi da battaglia Classe Bismarck e i previsti incrociatori da battaglia Classe O. L'arma del peso di 105,3 tonnellate aveva una camera di scoppio leggermente più ampia al fine di potere utilizzare gli speciali proiettili a lungo raggio Siegfried il cui uso necessitava di una carica di lancio più potente. Il cannone, contenuto in una torre corazzata Bettungsschiessgerüst C/39 installata su una barbetta di cemento armato aperta, aveva un'elevazione massima di +60° e ruotava sui 360°. La  Bettungsschiessgerüst C/39 era costruita in due parti, la parte superiore ospitava il cannone e il sistema di caricamento, quella inferiore il deposito dei proiettili e quello delle cariche di lancio, e i motori che consentivano il funzionamento dell'impianto. Adolf Hitler, ritenendo che l'installazione in posizione aperta delle torri non fosse sufficiente a garantirne la sicurezza ordinò personalmente che i cannoni fossero racchiusi da una casamatta in cemento armato dello spessore di 3,5 m, che li racchiudeva dai lati e superiormente. Tale sistema ne aumentava si la protezione, ma riduceva la possibilità di rotazione a solo 120°. La batteria disponeva di un bunker comando, e le quattro torri da 380 mm erano asservite ad un radar di scoperta navale FuMO 214 Würzburg See Riese posto a Cran aux Ouefs.
La batteria "Siegfrid" (Marineartillerieabteilung, MAA 242) effettuò il suo primo tiro di prova il 20 gennaio 1942, e fu inaugurata ufficialmente il 10 febbraio 1942, alla presenza degli ammiragli Erich Raeder e  Karl Doenitz. Comandante divenne il capitano di corvetta Kurt Schilling. Due giorni dopo, il 12 febbraio, entrò in azione nel corso dell'operazione Cerberus, cioè il trasferimento degli incrociatori da battaglia Gneisenau e Scharnhorst e dell'incrociatore pesante Prinz Eugen da Brest a Kiel, effettuando tiri di controbatteria al fine di assicurare un sicuro passaggio delle navi del contrammiraglio Otto Ciliax nel canale della Manica.
Nel gennaio 1942 il ministro Fritz Todt perse la vita in un incidente aereo, e in suo onore la batteria "Sigfried" fu ridesignata batteria "Todt". Tra il 1942 e il 1944 fu impiegata, insieme alla batteria Lindemann, in periodiche campagne di tiro contro porti, installazioni costiere e postazioni di artiglierie costiere inglesi.
Quando le sorti della guerra volsero a favore degli Alleati, da offensivo la batteria assunse un ruolo difensivo, entrando pienamente a far parte del Vallo Atlantico che doveva impedire qualsiasi tentativo di sbarco alleato in Europa. Tutto il settore del Pas de Calais fu pesantemente fortificato comprendendo, oltre alla batteria "Todt", le batterie "Lindemann" (4 da 406/50), "Großer Kurfürst" (4 da 280/50), e di "Gris-Nez". Nel 1944 l'intensità dei bombardamenti aerei alleati avviati proprio il giorno prima dello sbarco in Normandia, e il culmine dell'Operazione Fortitude sud, convinsero l'Oberkommando der Wehrmacht (OKW) che il temuto sbarco sarebbe avvenuto principalmente proprio nel settore del Pas de Calais immobilizzandovi numerose unità tedesche li presenti. I bombardamenti aerei portati dalla Royal Air Force il 26 settembre (532 bombardieri) e il 28 settembre (302 bombardieri) lanciarono 855 tonnellate di bombe sull'obiettivo, senza causare gravi danni.
Essa fu definitivamente messa a tacere il 29 settembre 1944, quando le truppe canadesi della 9ª Brigata, appartenente alla 3ª Divisione fanteria, a partire dalle 6:35 attaccarono e conquistarono la zona della batteria, difesa da 1.800 tra marinai e soldati al comando del kapitänleutnant Klaus Momber. Dopo la fine del conflitto i cannoni venne smontati e trasferiti via nave in Norvegia, dove furono installati dalla marina di quel paese in una batteria già costruita dai tedeschi a Nøtterøy, che precedentemente impiegava cannoni 380 mm/45 Modèle 1935 da 380 mm costruiti originariamente per la Marine nationale e destinati ad armare le navi da battaglia classe Richelieu. Una volta rimontati la batteria fu denominata Kystfort Vardås, e rimase in servizio fino alla fine degli anni cinquanta del XX secolo. La torre di comando e direzione del tiro della batteria risulta tuttora in servizio presso la marina norvegese.
Attualmente le torri 1 ("Anton") e 4 ("Dora") fanno parte del Musée de Mur de l'Atlantique.

### Annotazioni
1. ↑  Per costruire queste casamatte vennero utilizzate 800 tonnellate di acciaio e 12.000 m³ di cemento.
2. ↑  Tale settore fu denominato dagli alleati come "Iron Coast" (Costa di Ferro).

### Fonti
1. ↑  Zaloga 2007, p. 14.
2. 1 2 3 4 5 6  Battlefields ww2.
3. 1 2 3 4 5 6 7  Batterie Todt.
4. 1 2 3 4 5 6 7 8 9  Zaloga 2007, p. 20.